# Морозов, Александр Андреевич
Александр Андреевич Морозов (12 июля 1924, Курган, Уральская область — 7 января 2010, Екатеринбург) — советский футболист, полузащитник, советский и российский футбольный тренер. Заслуженный тренер РСФСР (1968) и Узбекской ССР (1965), участник Великой Отечественной войны, старший лейтенант медицинской службы.

## Биография
Родился 12 июля 1924 года в городе Кургане. Воспитанник свердловских футбольных секций «Спартак» и «Динамо».
После окончания школы призван 16 апреля 1942 года в Рабоче-крестьянскую Красную Армию Ленинским РВК города Свердловска, участник Великой Отечественной войны. Окончил пехотное училище в Уральском военном округе, лейтенант. Был направлен на фронт, с 17 июля 1943 года командир санитарного взвода 1230-го стрелкового полка 370-й стрелковой дивизии 34-й армии Северо-Западного фронта, затем 2-го Прибалтийского фронта. 18 декабря 1943 года, при прорыве обороны немцев под городом Невель получил осколочное ранение левого плечевого сустава и до 6 февраля 1944 года был в эвакогоспитале № 1780, город Ярославль. Затем служил старшим фельдшером роты 1-го батальона 166-го стрелкового полка войск НКВД по охране особо важных предприятий промышленности и железных дорог 18-й дивизии войск НКВД по охране особо важных предприятий промышленности и железных дорог, город Нижний Тагил. Во время службы в войсках НКВД попал в сборную команду этого ведомства по футболу.
В 1945 году председатель свердловского облсовета «Динамо» Т. Н. Цвиклич пригласил Морозова в Свердловск, где создавалась штатная команда «Динамо». В 1946 году стал победителем зонального турнира III группы.
В 1947—1950 годах помимо футбола играл за «Динамо» в хоккей с шайбой в высшей лиге.
В 1948 году перешёл в «Авангард» (Свердловск), сыграл на старте сезона два матча в классе «А», однако вскоре формат турнира был изменён и клуб отправлен в класс «Б». С 1950 года выступал за свердловский ОДО, становился победителем Кубка РСФСР (1950) и первенства РСФСР (1951) среди коллективов физкультуры.
30 июля 1953 года, после расформирования ОДО, уволился из армии. Стал играть за «Авангард», был капитаном команды.
Заочно окончил Институт физической культуры им. Лесгафта.
В ходе сезона 1954 года был назначен исполняющим обязанности главного тренера свердловского «Авангарда» (вскоре команда переименована в «Машиностроитель», позднее — «Уралмаш», «Урал»). В начале следующего сезона был утверждён в должности тренера и завершил игровую карьеру. Работал главным тренером бессменно пять лет, затем переведён на должность начальника команды.
В 1961 (по другим данным, 1962) году назначен главным тренером ферганского «Нефтяника». В 1965 году под его руководством команда заняла второе место в зональном турнире класса «Б» и через финальный турнир пробилась дивизионом выше. За этот успех тренеру присвоено звание заслуженного тренера Узбекской ССР.
В 1966—1969 годах возглавлял свердловский «Калининец». Дважды, в 1966 и 1968 годах, приводил команду к победе в зональном турнире класса «Б», а в 1968 году стал серебряным призёром финального турнира, за что получил звание заслуженного тренера РСФСР.
Затем снова возглавлял «Уралмаш» в 1970—1971 годах и второй половине 1985 года. Более 15 лет работал в «Уралмаше» начальником команды и тренером. Также в середине 1970-х годов работал начальником и главным тренером в нижнетагильском «Уральце».
Работал председателем Федерации футбола Свердловской области.
Скончался 7 января 2010 года в Екатеринбурге. Похоронен на Широкореченском кладбище.

## Награды и звания
- Заслуженный тренер Узбекской ССР, 1965
- Заслуженный тренер РСФСР, 1968
- Орден Отечественной войны I степени, 6 ноября 1985 года[3]
- Орден Красной Звезды
- медали, в том числе:
  - Медаль «За боевые заслуги», 6 ноября 1947 года[4]

## Память
В 2010 году установлена мемориальная доска на доме, где жил А. А. Морозов (улица Свердлова, 34).